# Prêmios Independent Spirit de 2018
A 33.ª cerimônia do Independent Spirit Awards, mais conhecida como Independent Spirit Awards 2018, foi uma transmissão televisiva produzida pela Film Independent (FINDIE) e realizada em 3 de março de 2018, em Santa Mônica, Califórnia, para celebrar as melhores contribuições independentes à industria do cinema no ano de 2017. John Mulaney e Nick Kroll foram os anfitriões da cerimônia.
Os indicados foram anunciados em 21 de novembro de 2017 pelas atrizes Lily Collins e Tessa Thompson. Call Me by Your Name foi o filme com o maior numero de indicações, seis no total. O suspense Get Out foi premiado na categoria mais importante: melhor filme.

## Vencedores e indicados

### Prêmios
Indica o ganhador dentro de cada categoria.
| Melhor Filme | Melhor Diretor |
| --- | --- |
| Get Out - Call Me by Your Name - The Florida Project - Lady Bird - The Rider | Jordan Peele – Get Out - Sean Baker – The Florida Project - Jonas Carpignano – A Ciambra - Luca Guadagnino – Call Me by Your Name - Joshua Safdie e Ben Safdie – Good Time - Chloé Zhao – The Rider |
| Melhor Ator | Melhor Atriz |
| Timothée Chalamet – Call Me by Your Name como Elio Perlman - Harris Dickinson – Beach Rats como Frankie - James Franco – The Disaster Artist como Tommy Wiseau - Daniel Kaluuya – Get Out como Chris Washington - Robert Pattinson – Good Time como Constantine "Connie" Nikas          | Frances McDormand – Three Billboards Outside Ebbing, Missouri como Mildred Hayes - Salma Hayek – Beatriz at Dinner como Beatriz - Margot Robbie – I, Tonya como Tonya Harding - Saoirse Ronan – Lady Bird como Christine "Lady Bird" McPherson - Shinobu Terajima – Oh Lucy! como Setsuko Kawashima / Lucy - Regina Williams – Life and Nothing More como Regina |
| Melhor Ator Coadjuvante | Melhor Atriz Coadjuvante |
| Sam Rockwell – Three Billboards Outside Ebbing, Missouri como Jason Dixon - Nnamdi Asomugha – Crown Heights como Carl "KC" King - Armie Hammer – Call Me by Your Name como Oliver - Barry Keoghan – The Killing of a Sacred Deer como Martin - Benny Safdie – Good Time como Nick Nikas | Allison Janney – I, Tonya como LaVona Golden - Holly Hunter – The Big Sick como Beth Gardner - Laurie Metcalf – Lady Bird como Marion McPherson - Lois Smith – Marjorie Prime como Marjorie - Taliah Lennice Webster – Good Time como Crystal |
| Melhor Roteiro | Melhor Primeiro Roteiro |
| Greta Gerwig – Lady Bird - Azazel Jacobs – The Lovers - Martin McDonagh – Three Billboards Outside Ebbing, Missouri - Jordan Peele – Get Out - Mike White – Beatriz at Dinner | Emily V. Gordon e Kumail Nanjiani – The Big Sick - Kris Avedisian, Kyle Espeleta e Jesse Wakeman – Donald Cried - Ingrid Jungermann – Women Who Kill - Kogonada – Columbus - David Branson Smith e Matt Spicer – Ingrid Goes West |
| Melhor Primeiro Filme | Melhor Documentário |
| Matt Spicer – Ingrid Goes West - Kogonada – Columbus - Joshua Weinstein – Menashe - Atsuko Hirayanagi – Oh Lucy! - Geremy Jasper – Patti Cake$ | Visages, villages - The Departure - De sidste mænd i Aleppo - Motherland - Quest |
| Melhor Fotografia | Melhor Edição |
| Sayombhu Mukdeeprom – Call Me by Your Name - Thimios Bakatakis – The Killing of a Sacred Deer - Elisha Christian – Columbus - Hélène Louvart – Beach Rats - Joshua James Richards – The Rider                                                                                           | Tatiana S. Riegel – I, Tonya - Ronald Bronstein e Benny Safdie – Good Time - Walter Fasano – Call Me by Your Name - Alex O'Flinn – The Rider - Gregory Plotkin – Get Out |
| Melhor Filme Estrangeiro | |
| Una mujer fantástica ( Chile) - 120 battements par minute ( França) - I Am Not a Witch ( Reino Unido) - Lady Macbeth ( Reino Unido) - Nelyubov ( Rússia) | |

### Prêmio John Cassavetes
- Life and Nothing More
- Dayveon
- A Ghost Story
- Most Beautiful Island
- The Transfiguration

### Prêmio Robert Altman
- Mudbound

### Prêmio Acura Someone to Watch
- Justin Chon – Gook
- Amman Abbasi – Dayveon
- Kevin Phillips – Super Dark Times

### Prêmio Piaget Producers
- Summer Shelton – Keep the Change
- Giulia Caruso and Ki Jin Kim – Columbus
- Ben LeClair – The Lovers

### Prêmio Truer than Fiction
- Jonathan Olshefski – Quest
- Jeff Unay – The Cage Fighter
- Shevaun Mizrahi – Distant Constellation